# Convent dels Mínims de Perpinyà
El convent dels Mínims és un edifici religiós, antigament habitat per una comunitat de l'Orde dels Mínims i dedicat a sant Francesc de Paula, amb l'església conventual advocada a Santa Maria de la Victòria, a la ciutat nord-catalana de Perpinyà (Rosselló).
Està situat entre els carrers de François Rabelais, l'Acadèmia i Sant Francesc de Paula i el rengle de cases del carrer de Sant Josep.

## Història
El convent va ser fundat a Perpinyà pel mínim d'origen castellà Pedro (o Pere, o Pierre, per les tres formes és conegut) de Valdés i els edificis actuals es començaren a construir el 1575 a la falda del puig de Sant Jaume en terrenys oferts per donacions reials i privades, i que havien format part de l'antic call de la població; calgué aterrar gairebé una desena de cases per fer lloc per a la nova obra. L'església s'acabà el 1685 i els edificis conventuals el 1620. El claustre s'edificà del 1617 al 1665, i la cisterna és del 1638. El 1791, i després de la marxa dels frares a causa de l'orientació laïcitzant de la Revolució Francesa, l'administració militar s'emparà dels edificis i hi instal·là magatzems d'Intendència militar. No va ser fins al 1988 que l'exèrcit tornà el convent a l'administració municipal.
Al llarg dels darrers anys s'hi han efectuat diverses prospeccions arqueològiques. El 1991 i el 1997 s'estudià l'escala d'accés a la cisterna i un antic accés a la galeria del claustre. Poc després, en ocasió d'un projecte de reestructuració de l'aparcament, s'hi va efectuar una prospecció arqueològica al gener de l'any 2000, que permeté trobar restes de l'antic mur perimetral de l'hort o jardí del convent. Una altra excavació ha trobat restes de construccions anteriors (es documenta que l'indret ja era ocupat al segle xiii) i hi ha detectat sepultures d'entre els segles xvi i xviii, corresponents als anys d'activitat del convent. A la catedral de Perpinyà es conserva des de la desafectació del convent el 1791, d'on procedia, un retaule dedicat a sant Francesc de Paula, obra de Llàtzer Tramulles continuada per Lluís Generes; va ser començat a esculpir el 1654, acabat el 1659 i daurat el 1666.
El convent dels Mínims de Perpinyà va ser declarat Monument històric de França el 9 de febrer del 1988. La declaració especificava quins elements es protegien: l'església, el claustre (amb el terra de lloses, la cisterna i les pintures murals), el vestíbul d'entrada i la caixa d'escala que hi connecta, les façanes i les teulades.
L'edifici es fa servir actualment com a centre cultural municipal (per exemple per l'exposició de fotoperiodisme Visa pour l'Image o obres teatrals de "Perpinyà a l'Escena" 2014); i l'antic hort, com a aparcament. En un espai del convent s'hi inaugurà el 2004 un espai i una placa dedicats al rabí, teòleg, jurista i escriptor Vidal Salomó (Menaḥem ben Šelomó Meiri, Perpinyà, 1249 — Perpinyà, 1316), defensor del diàleg entre les tres grans religions del Llibre: Judaisme, Cristianisme i Islamisme.

## Arquitectura
El conjunt del convent consta en el present d'una església orientada al nord, un claustre de planta i pis, i els antics edificis conventuals arranjats al voltant (menjador, dormitori, cuines...).
L'església és de nau única amb cinc capelles laterals, comunicades per un passadís estret, i està coberta amb arcs diafragmàtics. S'acaba en un absis de set costats, amb ogives fines que formen una volta de creueria. En haver estat dividida l'església en dos pisos, costa d'afigurar-se'n les dimensions reals: 16 metres d'altura, 11 d'amplada i 25 de llarg. La porta principal s'obre en arc de mig punt a la paret sud, i està envoltada per un arc de marbre blanc. Una segona porta permet accedir al claustre, i a la paret oest n'hi havia una tercera per sortir al carrer de l'Acadèmia.
El claustre, fet quasi exclusivament de maons es dreça al sud-est de l'església, i sota el pati quadrat que envolta s'hi troba la cisterna (que s'ha suposat que podria haver estat un micvé anteriorment). El claustre consta de dues galeries superposades obertes originalment en arcs de mig punt, a raó de dos arcs petits al primer pis per cada un dels grans de la planta baixa (perduda la funció conventual, els arcs foren cegats per dedicar les galeries a altres usos). La coberta de la galeria inferior és de volta d'aresta, i les del primer pis són en bigues de fusta. A la galeria de la planta baixa, alguns dels murs entre llunetes estan decorats amb pintures murals que representen sant Francesc de Paula, sant Antoni de Pàdua i la història de l'orde dels Mínims.
A l'angle nord-est dels edificis residencials hi ha l'escala per accedir als dormitoris. Del principi del segle xvii, i amb un bell decorat vegetal, té una clau penjant, que és un dels pocs exemples de la decoració escultòrica que havia tingut el convent.

### Imatges

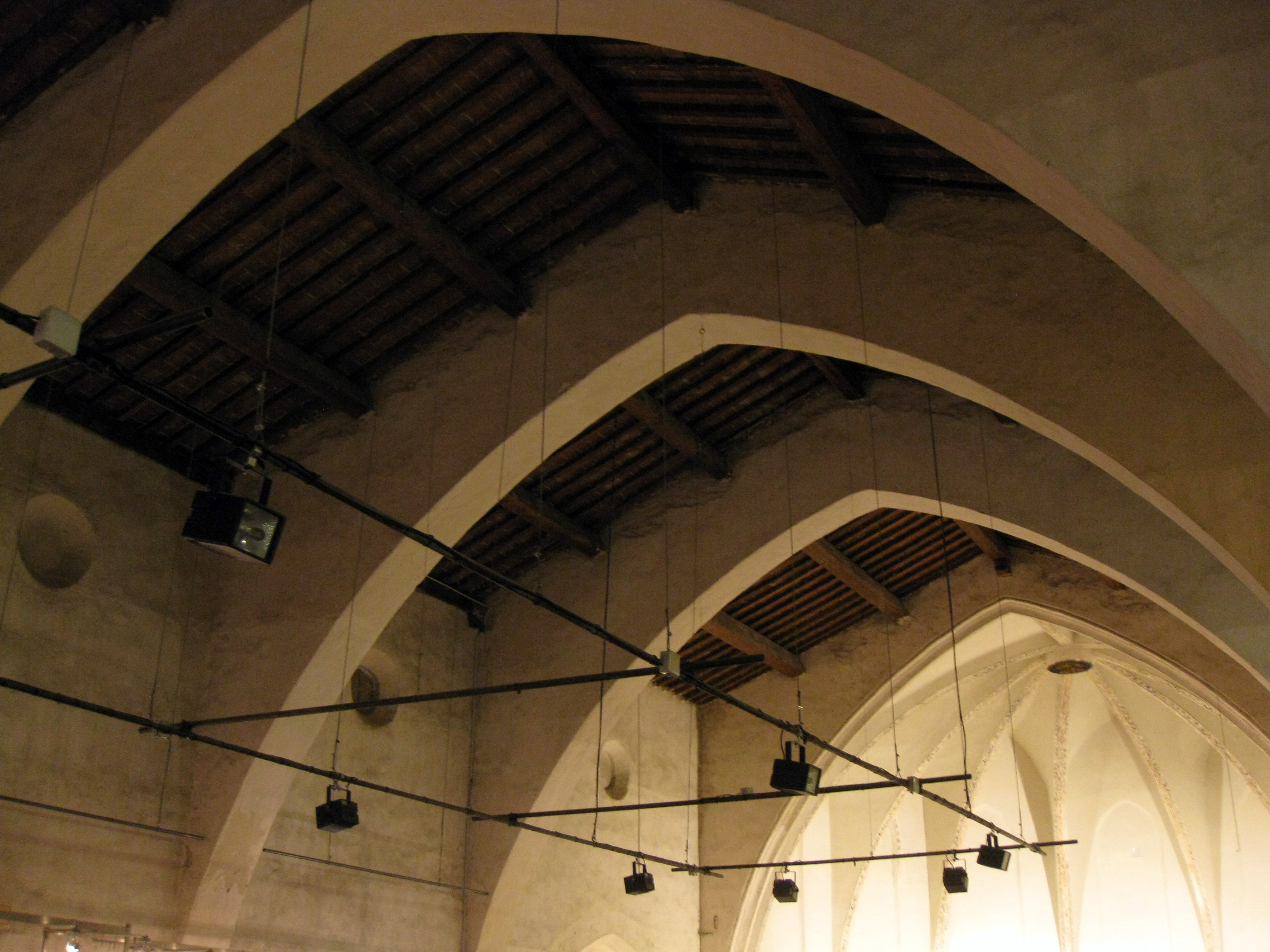
Volta de la nau de l'església
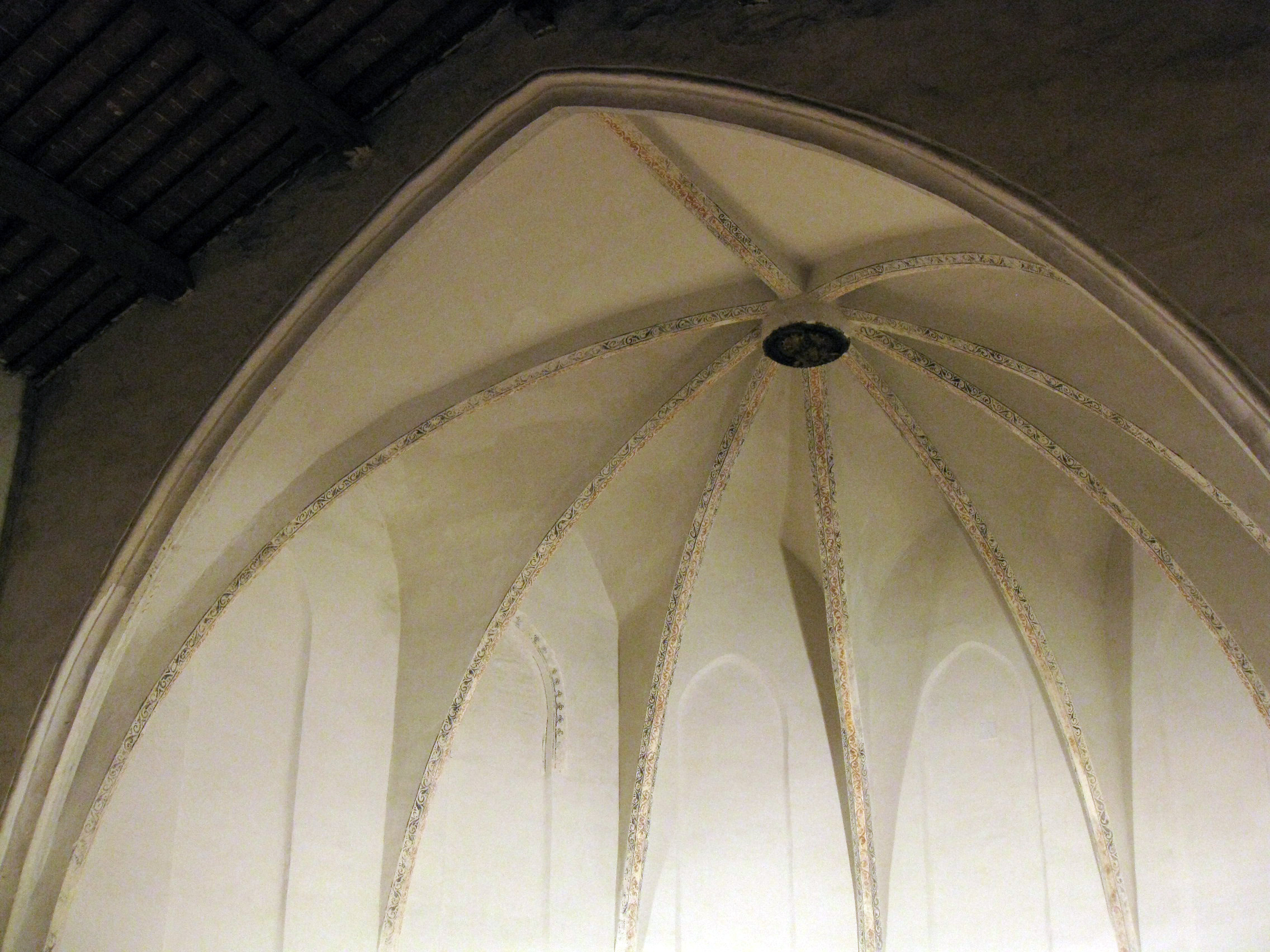
Volta de creueria a l'absis de l'església
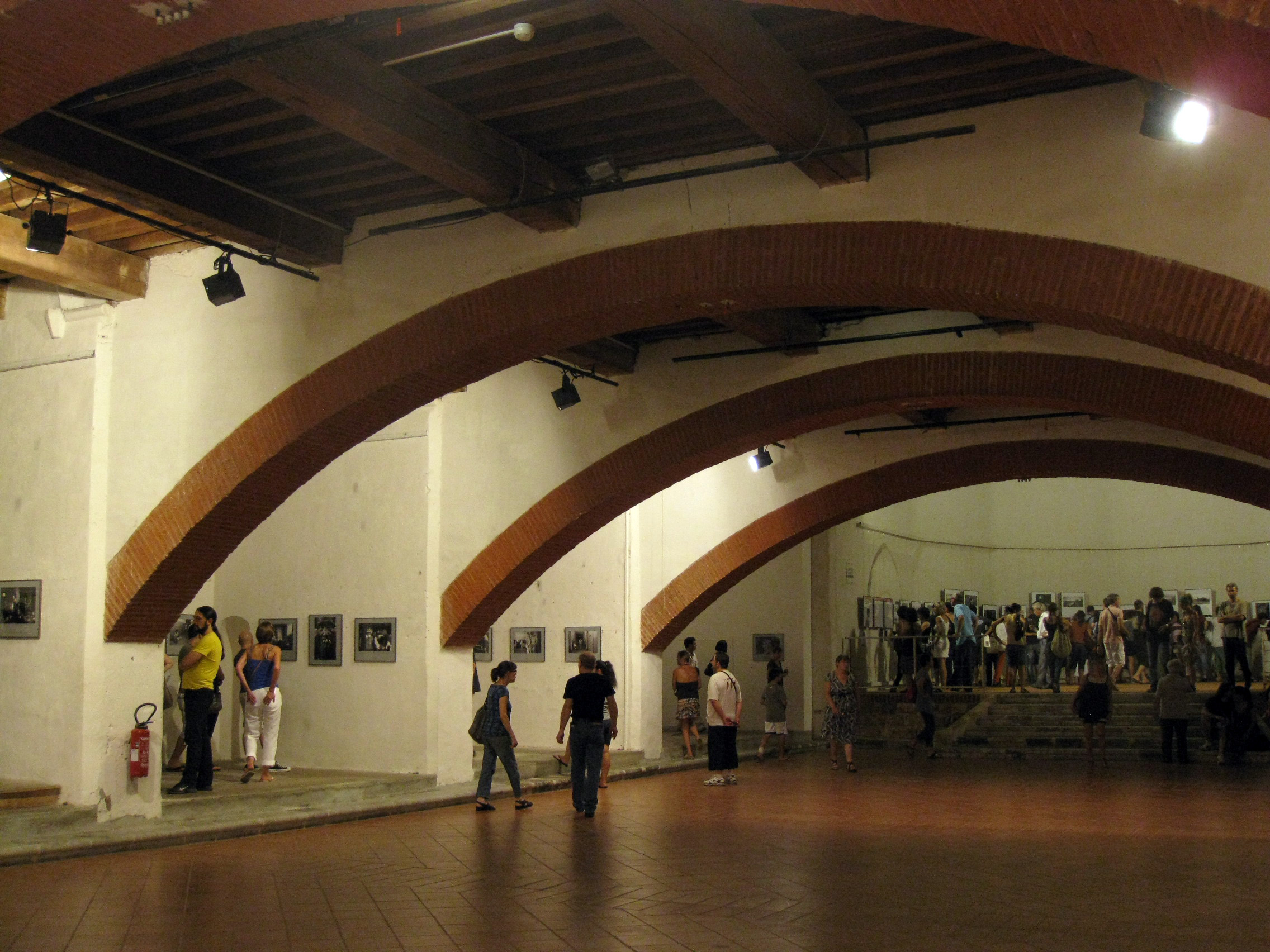
Pis inferior de l'església
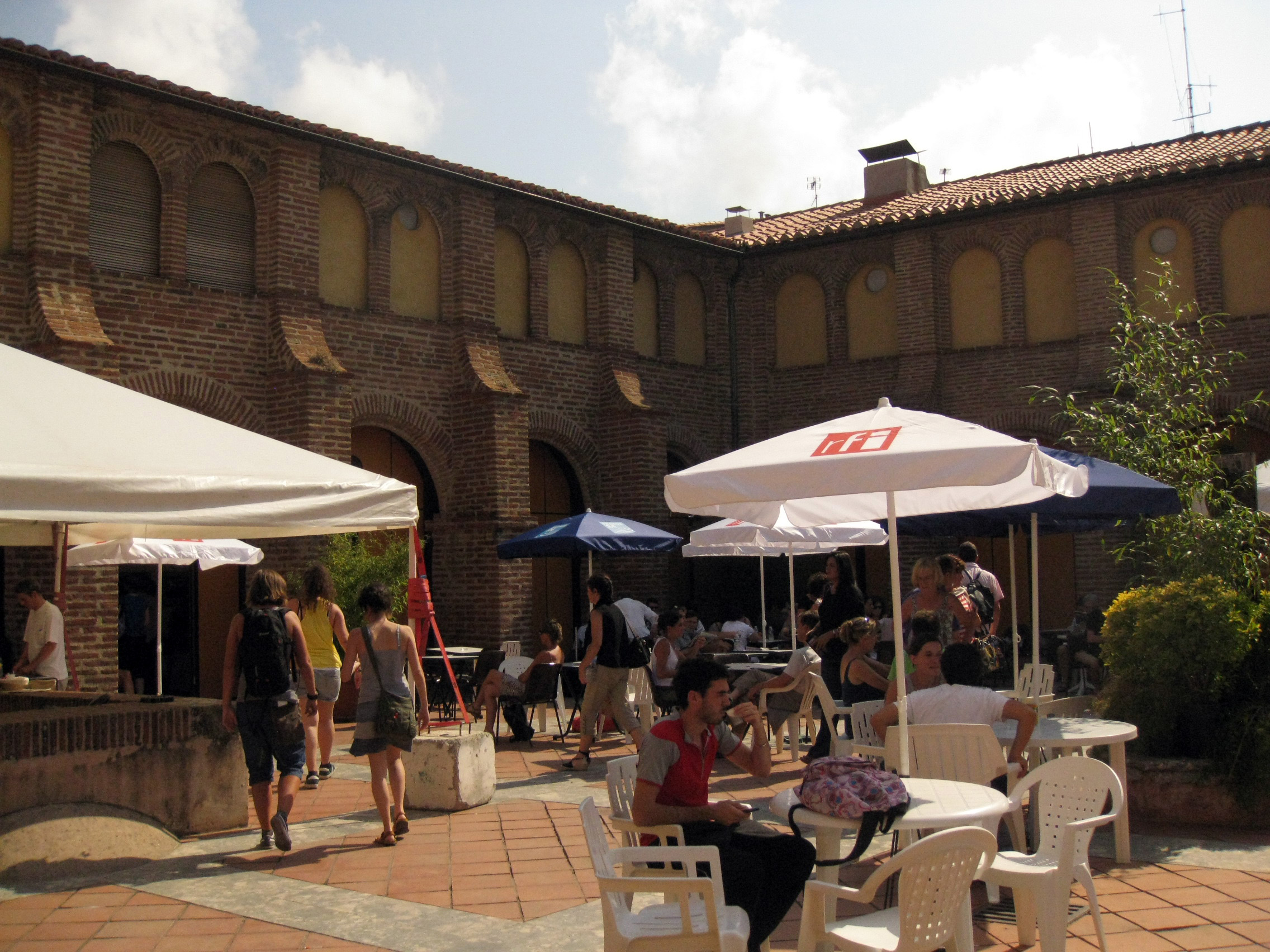
Claustre
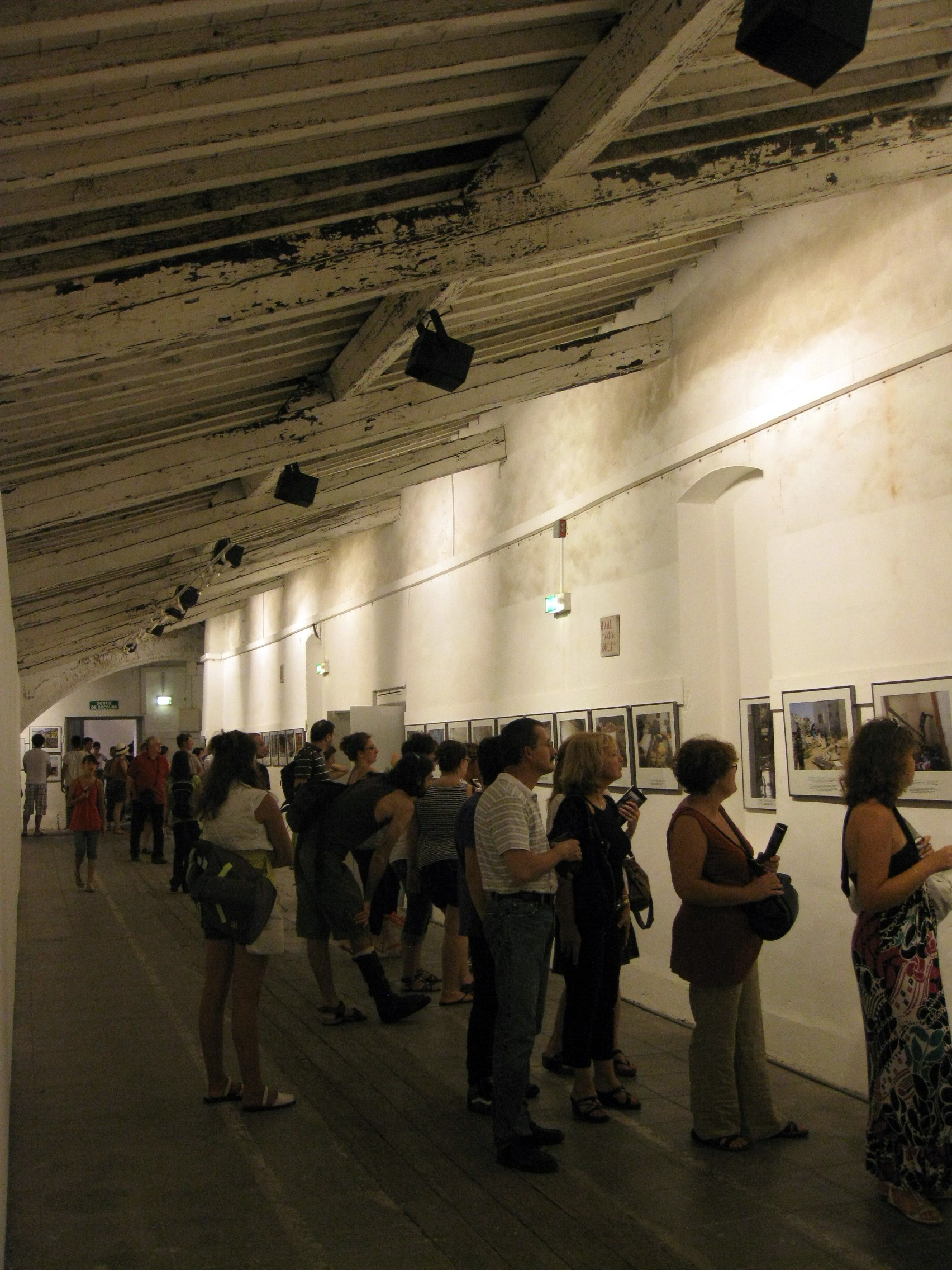
Galeria del claustre, en funcions de la sala d'exposicions